# 51-я стрелковая дивизия (1-го формирования)
51-я стрелковая дивизия — воинское соединение РККА в период Гражданской и Второй мировой войн.

## Полное наименование
Полное действительное наименование — 51-я стрелковая Перекопская ордена Ленина Краснознамённая дивизия имени Московского Совета рабочих крестьянских и красноармейских депутатов.

## Создание дивизии
6 июля 1919 года командующий войсками 3-й армии Восточного фронта С. А. Меженинов издал приказ № 0158 о формировании 51-й стрелковой дивизии из частей Особого Северного экспедиционного отряда (ком. С. В. Мрачковский), Особой бригады (ком. М. В. Васильев) 3-й армии и Вятской крепостной бригады.
Формирование дивизии происходило в Тюмени, где в купеческих особняках на улицах Береговой, Ямской и в Трусовском переулке сформировались 151-я, 152-я и 153-я бригады. Организационное оформление дивизии закончилось к 15 августа 1919 года, в этот день её начальник В. К. Блюхер издал приказ № 1, которым определялась организационная структура дивизии: штаб, политический отдел, отдел снабжения и другие службы, три стрелковые бригады по три стрелковых полка в каждой, с номерами от 451-го до 459-го, батальоны связи и инженерный, лёгкая артбатарея и автобронеотряд. Сам Блюхер прибыл в Тюмень 19 августа и разместился со своим штабом в доме купца Колокольникова.
В ходе завершающей фазы Петропавловской операции 151-я бригада была направлена на Ишим, 152-я во главе с С. В. Мрачковским отправилась к Тобольску, а 153-я осталась в резерве в Тюмени по Трусовскому переулку. После разгрома Русской армии А. В. Колчака дивизия перебазировалась в Новониколаевск в резерв Главного командования РККА.

## Гражданская война в России

### Состав
На 15.08.1919 г.: (8с)
— Штаб, политический отдел, отдел снабжения и другие службы
— 1-я стрелковая бригада (создана из Особой бригады)
- 451-й стрелковый полк (ранее 21-й Масульманский)
- 452-й стрелковый полк (ранее 22-й Кизеловский)
- 453-й стрелковый полк (ранее 23-й Верхне-Камский)

— 2-я стрелковая бригада (создана из частей Сводного экспедиционного отряда)
- 454-й стрелковый полк (ранее 1-й Северный)
- 455-й стрелковый полк (ранее 9-й Особый ж/д охраны)
- 456-й стрелковый полк (ранее 61-й Рыбинский)
- 8-я лёгкая артиллерийская батарея

— 3-я стрелковая бригада (создана путем переименования Вятской крепостной бригады, дополнена расформированным 8-м продовольственным)
- 457-й стрелковый полк (изначально 4-й Советский, затем 10-й Московский)
- 458-й стрелковый полк (изначально Караульный батальон Слободского укрепрайона, затем 1-й Вятский крепостной, далее 1-й Вятский)
- 459-й стрелковый полк (изначально 1-й Чрезвычайный продовольственный, затем 8-й продовольственный, далее 2-й Вятский крепостной)

— Батальон связи
— Инженерный батальон (изначально Инженерная рота Особой бригады)
— Автобронеотряд
— 1-й Легкий артдивизион (ранее 3-й легкий дивизион)
— 2-й Легкий артдивизион (ранее 1-я Троицкая батарея)

### В составе
- 3-й армии Восточного фронта (6 июля — конец ноября 1919), (9с)
- 5-й армии Восточного фронта (конец ноября 1919 — …), (9с)
- резерв Главного командования РККА, дислоцировалась с Сибири (… — 4 июля 1920), (9с)
- 6-й армии Южного фронта, Украина (июль 1920 — …)

### Боевые действия

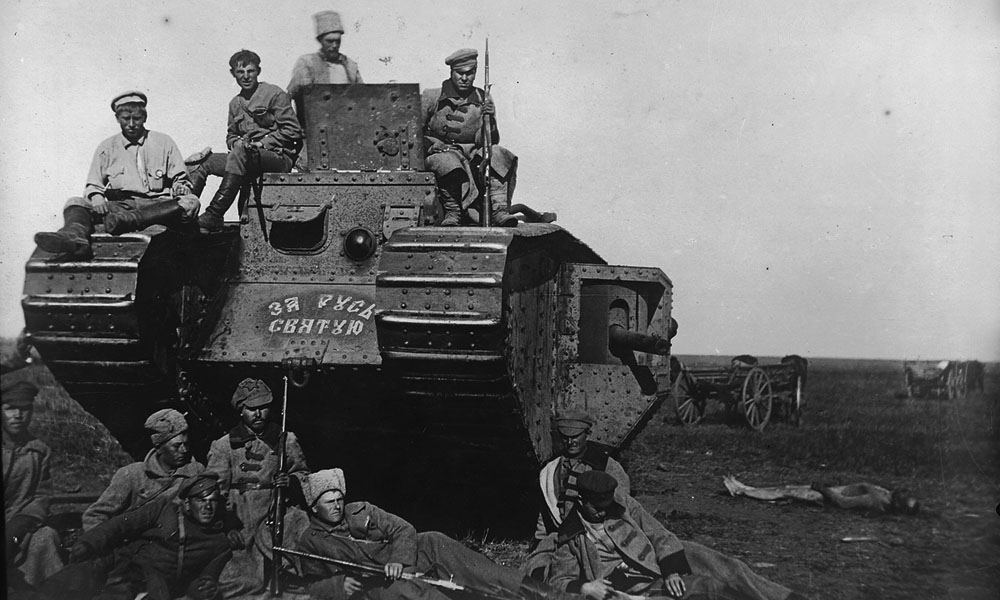
Белогвардейский танк английского производства, захваченный воинами 51-й стрелковой дивизии под Каховкой 14 октября 1920 года.

#### 1919 год
51 сд с боями прошла путь от г. Тюмени до озера Байкал. Из района г. Тюмени дивизия наступала на крайнем левом фланге Восточного фронта, а в сентябре — октябре 1919 вела тяжёлые бои в районе г. Тобольска (Петропавловская и Тобольская операции).
В конце ноября 1919 в связи с реорганизацией Восточного фронта 51 сд была передана в состав 5-й армии, а после ликвидации колчаковских войск в Сибири была выведена в резерв Главного командования РККА. Личный состав соединения был привлечён к восстановлению разрушенной во время гражданской войны Сибирской железной дороги и Черемховских каменноугольных копей.

#### 1920 год
С 1 января по июль 1920 находилась в резерве ГК РККА. В марте 1920 командиром-единоначальником 51 сд был назначен Блюхер В. К. 4 июля дивизия получила приказ о переброске на Южный фронт (юг России), для борьбы с Русской армией генерала Врангеля. В октябре в состав дивизии вошла ударно-огневая бригада под командованием Ринка И. А. и другие части, таким образом личный состав дивизии был увеличен до 33324 человек. На вооружении имелось 499 пулемётов, 43 орудия, 10 бронемашин. 
 9 ноября в ходе Перекопско-Чонгарской операции взяла Турецкий вал на полуострове Крым, 9-11 ноября совместно с частями 6-й армии вела бои под Ишунью. Во время непрерывных атак личный состав дивизии шёл вперёд, одетый в красные рубахи.

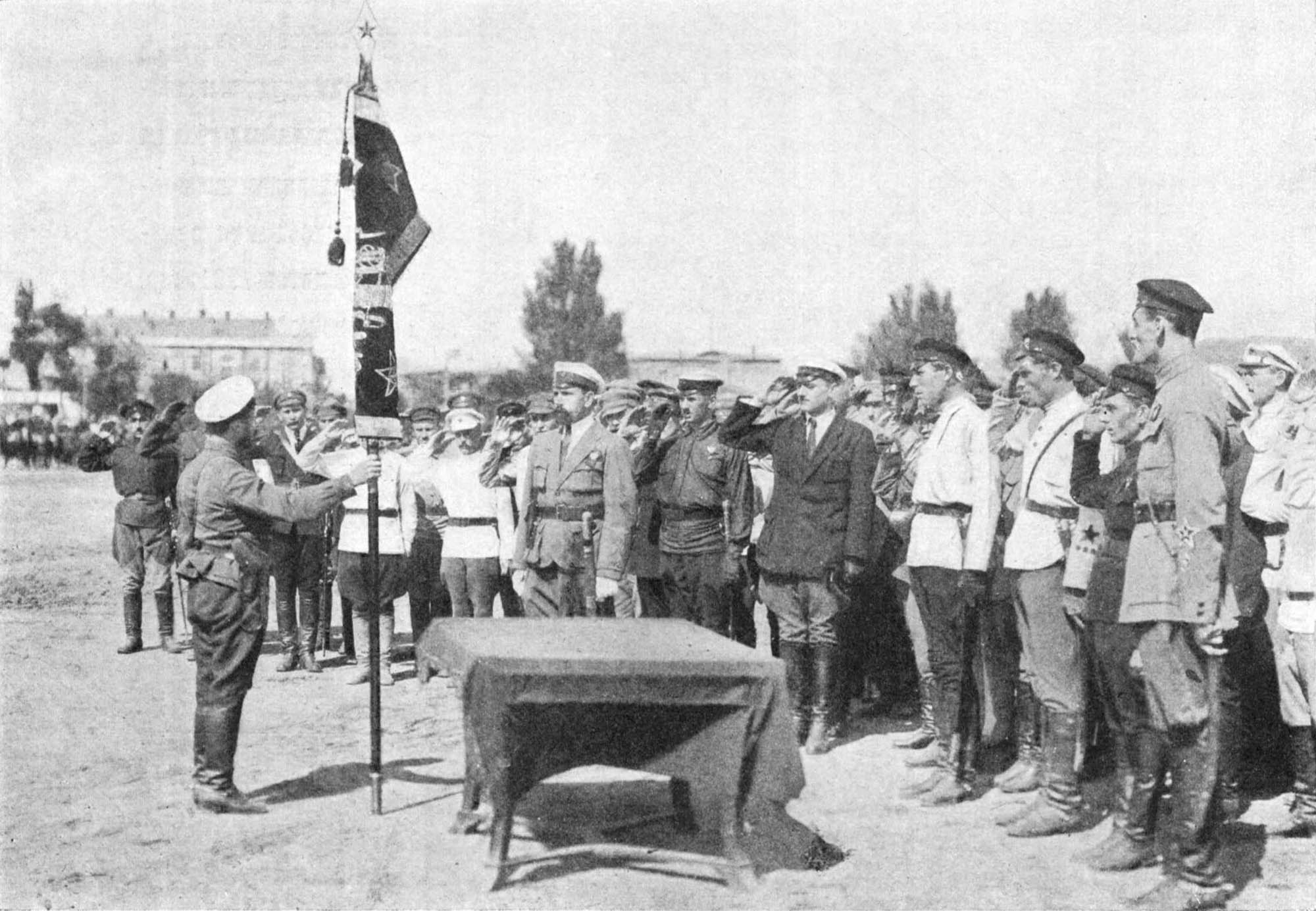
Командующий войсками Украины и Крыма М. В. Фрунзе вручает Почётное революционное Красное Знамя начальнику 51-й дивизии П. Е. Дыбенко. Крым, 1921

После разгрома армии Врангеля, в конце декабря 1920 года 51 сд была передислоцирована на реку Днестр, на охрану государственной границы с Румынией.

## Реорганизация вооружённых сил

### В составе
Соединение входило в состав следующих формирований:
- Юго-Западный военный округ (21 апреля — 27 мая 1922), (1-с.59; 4-с.763;с.838)
- 6-й стрелковый корпус Украинского военного округа (ноябрь 1923 — 17 мая 1935)
- 6-й ск Киевского военного округа (17 мая 1935 — 26 июля 1938)
- 6-й ск Одесской армейской группы Киевского Особого военного округа (26 июля 1938 — 12 октября 1939)
- 6-й ск Одесского военного округа (12 октября 1939 — 15 января 1940)
- Северо-Западный фронт, на Карельском перешейке (с 15 января — …). (9с)
- 10-й стрелковый корпус 7-й армии Северо-Западного фронта (3 по 7.02.1940), (9с)
- в резерве Северо-Западного фронта
- Одесский военный округ (апрель — июнь 1940)
- 9-й армия Южного фронта, в Бессарабии, (20 июня — 10 июля 1940)

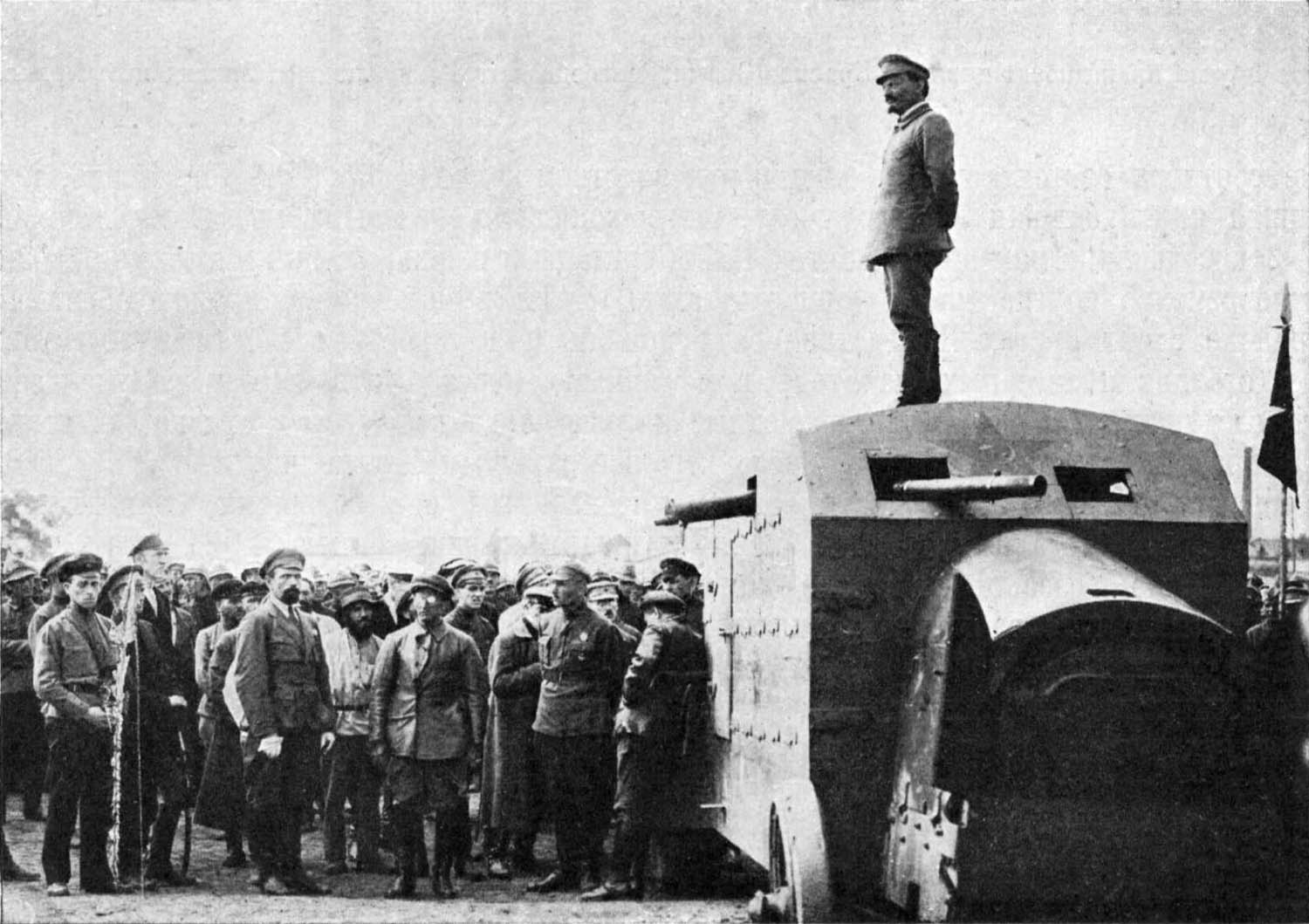
Л. Д. Троцкий на церемонии вручения Почётного революционного Красного Знамени 51-й дивизии; начальник дивизии П. Е. Дыбенко в белых перчатках и при галстуке. Крым, 1921.

1921 год 
 К сентябрю 1921 в Харьковском военном округе подошла к завершению территориальная реорганизация войск, 51-я Перекопская сд вошла в состав Харьковского военного округа.
1922 год
21 апреля Совет Труда и Обороны принял постановление о слиянии Киевского военного округа (командующий ВО Якир И. Э.) и Харьковского военного округа (командующий ВО Корк А. И.) в Юго-Западный военный округ. (1) 
 Командующим войсками округа был назначен М. Я. Германович. 51-я сд (начальник дивизии Княгницкий П. Е.), вошла в состав Юго-ЗапВО. 
 1 мая воины дивизии приняли военную присягу. Это торжественное мероприятие проводилось в первый раз после окончания гражданской войны.
Состав 51-й сд на 23.05.1922:
- управление дивизии

- 1-я сбр: 450-й, 451-й, 452-й сп
- 2-я сбр: 453-й, 454-й, 455-й сп
- 3-я сбр: 456-й, 457-й и 458-й сп
- гаубичный артиллерийский дивизион
- другие подразделения

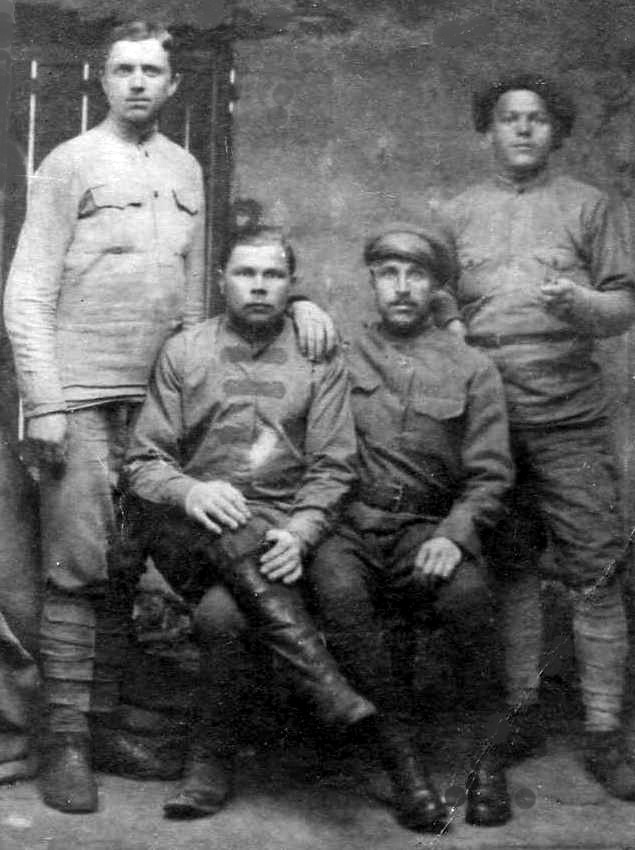
Реввоентрибунал 51-й дивизии.
Одесса. 13 апреля 1921 года.

В 1922 году изменилась организация стрелковой дивизии, количество стрелковых полков в дивизии сократилось с девяти до трёх. 
 В мае в Украинском военном округе начал формироваться 6-й стрелковый корпус. В мае-июне управление корпуса находилось в г. Киеве, командир корпуса — Дыбенко П. Е.. В состав корпуса вошли 15-я стрелковая дивизия и 51-я сд.
 3 июня завершились организационные изменения новой военной структуры на Украине. В июне управление 6-го ск передислоцировано в г. Елисаветград (в настоящее время г. Кировоград).
1923 год 
 1 января 6-й ск имел в своём составе 15-ю и 51-ю сд, управление корпуса находилось в г. Елисаветграде. Командир корпуса К. А. Авксентьевский. Начальник 51-й сд Княгницкий П. Е. В марте управление 6-го ск перемещено в г. Одессу.
1924 год 
 В 1924 году начальник дивизии 51-й сд П. Е. Княгницкий назначен помощником командира корпуса в 14-й стрелковый корпус .
1925 год 
 1 января 6-й ск (15 и 51-я сд) дислоцировался в УкрВО с управлением корпуса в г.Одесса. Командир и комиссар корпуса Авксентьевский К. А.
Состав 51-й стрелковой дивизии:
- 151, 152, 153-й стрелковые полки
- отдельный кавалерийский эскадрон
- лёгкий артиллерийский полк (два дивизиона)
- специальные подразделения

Численность личного состава дивизии 6516 человек. Вооружение дивизии: 54 орудия, 81 ручной пулемёт, 189 станковых пулемётов, 243 гранатомёта. Состав стрелкового полка: три батальона, батарея полковой артиллерии и обслуживающие подразделения.
1929 год 
 В 1929 году в Красной Армии начинает внедряться социалистическое соревнование за изучение и сбережение боевой техники и оружия. Полки дивизий боролись за Красное знамя дивизии, отделения — за право рапортовать ЦК Компартии Украины об успехах в боевой учёбе.
1931 год 
 51-я сд дислоцировалась в г. Одессе Одесского района (см. Одесский округ), (5с). Дивизия охраняла западную сухопутную советско-румынскую границу и черноморское побережье СССР.
Состав дивизии:
- управление дивизии
- 151-й Верхнекамский сп — штаб в г. Одесса.
- 152-й сп — штаб в г. Тирасполь, столице МАССР УССР.
- 153-й Краснознамённый Кировский сп — штаб в г. Одесса.
- 51-й артиллерийский полк — штаб в г. Одесса.
- 51-й конный эскадрон — в г. Одесса.
- 51-я рота связи — в г. Одесса.
- 51-я сапёрная рота — в г. Одесса.

24 апреля 1931 года издана директива о начале строительства Коростеньского, Летичевского, Могилёв-Подольского (Могилёв-Ямпольского), Рыбницкого и Тираспольского укреплённых районов.

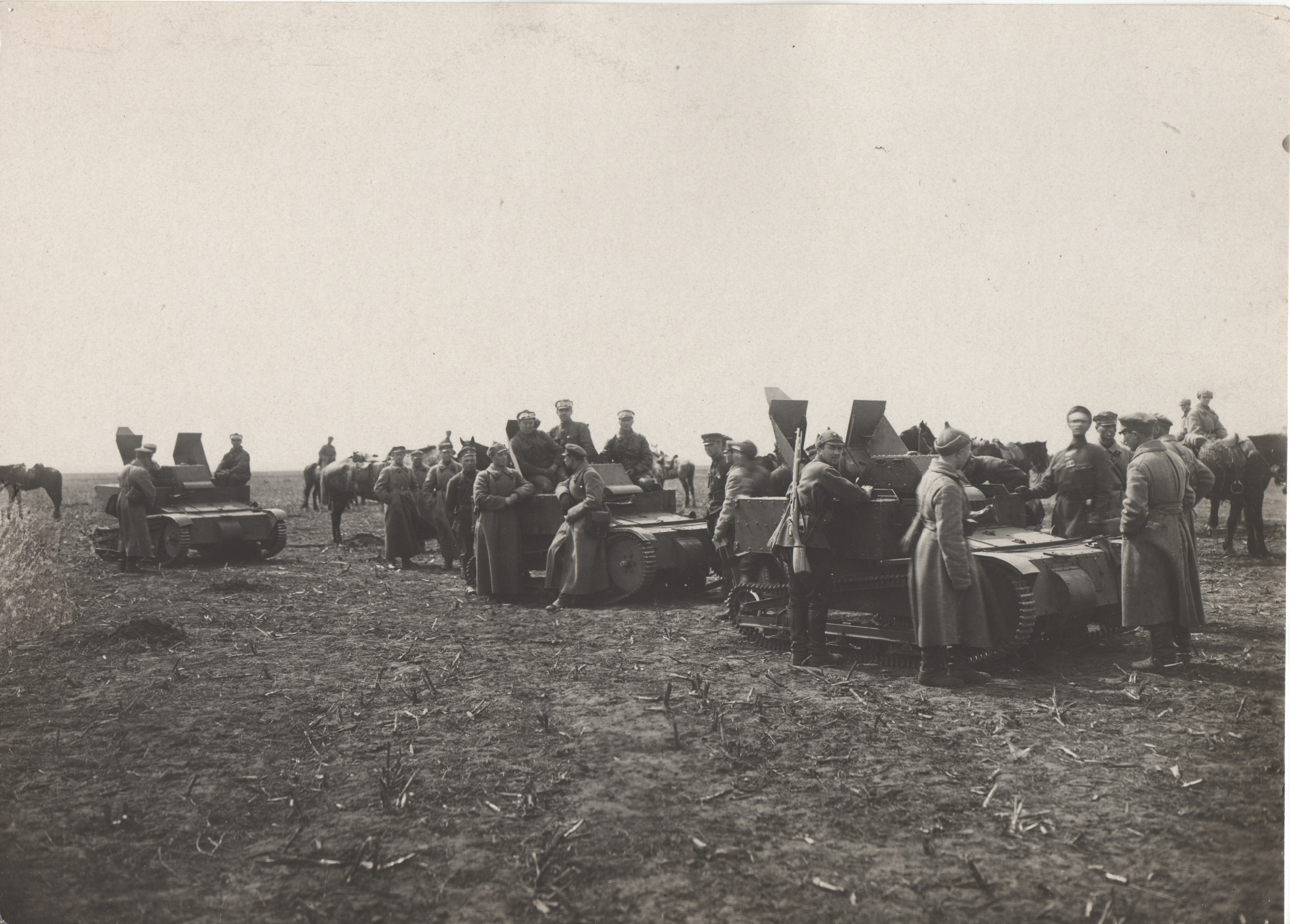
Т-27 на учениях 51-й Перекопской дивизии под Одессой, 1932 год.

В начале 1930-х годов в войсках округа проходило активное изучение нового вооружения под лозунгом «За овладение техникой!». Красноармейцы изучали правила хранения и эксплуатации техники, боролись умелое её использование на занятиях. В частях велась военно-техническая пропаганда. Большое место на своих страницах пропаганде технических знаний уделяла армейская печать. В 1931 году с 10 апреля окружная газета «Красная Армия» стала выходить со специальным приложением с названием «За технику!». В этой работе принимала участие и многотиражная газета 51-й дивизии.
1934 год
К 1934 были построены основные огневые сооружения Тираспольского укреплённого района с управлением района в г. Тирасполь Молдавской АССР. 51-я сд взаимодействовала с войсками Тираспольского укрепрайона.
В 1934 подведены итоги социалистического соревнования между Украинским и Белорусским военными округами. Победителем стал Украинский ВО. 51-я дивизия показала высокие результаты в боевой и политической подготовке и вошла в число лучших соединений РККА.
1935 год 
 Социалистическое соревнование всё больше входило в процесс боевой и политической подготовки личного состава. Оно проводилось под лозунгами: «Все коммунисты и комсомольцы — отличные стрелки!», «Ни одного отстающего в огневой подготовке!», (1-с.88).
17 мая Украинский военный округ разделён на Киевский военный округ и Харьковский военный округ. Войска КиевВО дислоцировались на территории Винницкой, Киевской, Одесской, Черниговской областей и Молдавской АССР УССР. (1-с.86) В состав КиевВО вошёл 6-й ск.
1 июля 51-я стрелковая Перекопская Краснознамённая дивизия им. Московского совета РК и КД (смешанная) 6-го ск дислоцировалась в следующих гарнизонах:
- Гарнизон г. Тирасполя: 152-й стрелковый Кировский Краснознамённый полк.
- Гарнизон г. Одессы: управление дивизии; дивизионные части: 51-й артполк им. Орехово-Зуевского пролетариата и другие; 151-й стрелковый Верхнекамский полк, 153-й стрелковый Краснознамённый полк.

1938 год 
 26 июля Главный Военный совет Красной Армии преобразовал Киевский военный округ в Киевский Особый военный округ и создал в округе армейские группы. 51-я сд, входившая в состав 6-го ск вошла в состав Одесской армейской группы, (1-с.112-113).
15 августа приказом Народного комиссара обороны СССР № 009 Рыбницкий и Тираспольский укреплённые районы, располагавшиеся по р. Днестр, были подчинены командирам 51-й и 99-й сд, должности их комендантов и штабы упразднялись.
1939 год 
 13 июля 1939 года Комитет обороны при СНК СССР утвердил постановление № 199сс о развёртывании стрелковых соединений. 51-я сд не развёртывалась в новые дивизии.
51-я сд охраняла западную сухопутную советско-румынскую границу и черноморское побережье СССР. Стрелковые полки в случае нападения противника занимали ТиУР.
С 1 августа по 1 декабря 1939 г. командование Красной Армии планировало провести в ТиУРе следующие мероприятия:
- Перевести три стрелковых полка 51-й сд на УРовскую организацию, штат 9/821, кол-во л/с 438 чел.
- Сохранить в составе УРа: Управление начальника инженеров, 76-й артдивизион, девять отдельных взводов капонирной артиллерии, три кадра к отдельному пулемётному батальону, роту ПХО (противохимической обороны), два конных взвода и склад боеприпасов.
- Сформировать два отдельных взвода капонирной артиллерии, штат 9/913, кол-во л/с 22 чел.
- Обратить 64-й отдельный пулемётный батальон на укомплектование пулемётных батальонов стрелковых полков 51-й сд, 479 чел.

1 сентября 1939 года началась германо-польская война (Польская кампания Второй мировой войны).

## Польский поход 1939 года
17 сентября войска Красной Армии Советского Союза перешли советско-польскую границу, начался так называемый освободительный поход рабочих и крестьян от гнёта капиталистов и помещиков в Польшу, Западную Украину. 17 сентября Одесская армейская группа вошла в состав Украинского фронта, но участия в боевых действиях не принимала (2с). 51-я сд в составе Действующей армии находилась с 17 по 28 сентября 1939 года.
В октябре управление 6-го ск переместилось из г. Одессы в г. Яворов (под Львовом) и приняло в состав корпуса новые дивизии. 51-я сд вошла в состав 35-го стрелкового корпуса.
В 12 октября 1939 года из Киевского Особого и Харьковского военных округов выделяется Одесский военный округ. Одесская армейская группа расформировывается. 51-я сд 35-го ск вошла в состав округа.

## Советско-финская война 1939—1940 гг
1940 год 
 Перед советско-финской войной 51-я сд дислоцировалась в Одессе.
15 января 1940 года дивизия из Одесского военного округа была отправлена на Карельский перешеек в состав войск Северо-Западного фронта. 
 21 января в командование дивизией вступил генерал-майор Цирульников П. Г..
Состав дивизии в период советско-финской войны: 
 23-й сп, 287-й сп, 348-й сп, 225-й гап, 218-й разведбат, 343-й отдельный танковый батальон. 
 Полевая почта № 159.
В составе Действующей армии — с 23 января по 13 марта 1940 года. В феврале 1940 г. участвовала в прорыве линии Маннергейма в составе войск 50-го стрелкового корпуса 7-й армии.
Боевые действия: 
 С 3 февраля по 7 февраля дивизия находилась в подчинении 10-го стрелкового корпуса 7-й армии. В последующем — в резерве, и выполняла отдельные задания до 19 февраля. (9с). 20 февраля 1940 вошла в состав 50-го стрелкового корпуса. 23.02.1940 наступала на северной стороне ст. Кямяря. 25.02.1940 вошла в Хямяля, 03.03.1940 — в д. Кюляноя волости Хейнйоки, близ д. Лююкюля, 06.03.1940 — в д. Няянтяля. С 10.03.1940 находилась в составе 13-й армии.
В апреле началась переброска советских войск с Северо-Западного фронта к местам постоянной дислокации. Одновременно происходило усиление группировки Красной Армии на Юго-Западном направлении. (7, «Перед выбором»). 10-16.04.1940 51-я сд погружена в эшелоны и отправлена из Ленинграда в Одесский военный округ. В Одесский ВО возвратились 51-я и 95-я стрелковые дивизии, 320-й пушечный, 120-й гаубичный артполки РГК и прибыли новые 150-я, 173-я стрелковые дивизии и управление 14-го стрелкового корпуса.

## Бессарабский поход 1940 года
10 июня в 0.35-1.00 начальник Генштаба КА Маршал Советского Союза Б. М. Шапошников направил командующим войсками Киевского ОВО и Одесского ВО шифротелеграммы. В шифротелеграмме для командующего ОдВО приказывалось привести в готовность управления 35-го и 7-го стрелковых корпусов с корпусными частями, 15-ю мд, 25-ю, 30-ю, 51-ю, 95-ю, 147-ю, 173-ю, 176-ю стрелковые дивизии, 4-ю легкотанковую бригаду, все артполки Резерва Главного Командования и все понтонные средства.
В 11.20-11.30 начальник Генштаба КА направил командующему войсками ОдВО сов.секретную директиву № ОУ/583, согласно которой требовалось: 
 1. Походным порядком сосредоточить в новые районы следующие части":
- Управление штаба армии, выделяемое округом — Гросулово к утру 15 июня;
- Управление 35-го ск с корпусными частями — Черна к утру 12 июня; 95-я сд — Рыбница, Воронково к утру 12 июня; 176-я сд — Дубоссары, Новая Кошница к утру 13 июня; ПО гап РГК — Воронково к утру 13 июня; 522-й гап РГК и 39-й артдив б/м — Дубоссары, Новая Александровка к утру 14 июня;
- 51-я сд — Малаешты, г.Тирасполь к утру 13 июня; 15-я мд — Карманово, Глинное, Павловка к утру 12 июня; 4-я лтбр — Шибка к утру 13 июня; 320 пап РГК — Григориополь".

В 18.50 10 июня из Генштаба поступило указание управление 35-го ск с корпусными частями сосредоточить в Шибка к утру 13 июня.
11 июня войска ОдВО под видом учебного похода начали сосредоточение, которое должно было завершиться 24 июня.
20 июня в 21.40 командующему войсками КиевОВО генералу армии Г. К. Жукову была вручена директива наркома обороны СССР и начальника Генштаба № 101396/СС о начале сосредоточения войск и готовности к 22 часам 24 июня к решительному наступлению с целью разгромить румынскую армию и занять Бессарабию.
Создаётся управление Южного фронта, командующий войсками фронта генерал армии Жуков, Георгий Константинович, штаб фронта в г. Проскуров.
Из войск Одесского ВО и войск прибывших из других округов (КиевОВО, ХарВО и Сев-КавкВО) формируется 9-я армия, командующий войсками армии генерал-лейтенант Болдин И. В., заместитель командующего войсками армии генерал-лейтенант Козлов Д. Т.), штаб армии в Гросулово (ныне Великая Михайловка, 35 км к северо-востоку от г. Тирасполя), (7). 
 Управления 35-го ск, 37-го ск и 7-го ск, 173-я, 176-я, 30-я, 164-я, 51-я, 95-я, 147-я, 150-я стрелковые дивизии и 15-я моторизованная дивизия; 21-я танковая бригада, 522-й, 110-й, 320-й, 124-й, 430-й, 439-й артполки и 317-й артдивизион РГК сосредотачиваются в районе — г. Дубоссары, г. Тирасполь, Плоское, Шибка.
22-23 июня Военный совет 9-й армий на основании проекта директивы командования Южного фронта № А-1/00145сс/ов проработал на местности с командирами корпусов и дивизий вопросы занятия исходного положения, организации предстоящего наступления, взаимодействия родов войск, управления, связи, устройства тыла и действий на ближайший этап операции, (7). 
 51-я сд сосредоточивалась на территории Тираспольского укреплённого района в районе г.Тирасполь.
27 июня командиры корпусов и дивизий проработали на местности с командирами полков, батальонов и рот вопросы занятия исходного положения, организации предстоящего наступления, взаимодействия родов войск, управления, связи, устройства тыла и действий на ближайший этап операции. Вечером 27 июня почти все войска Южного фронта были сосредоточены и развёрнуты в соответствии с планом командования.
9-я армия сформирована и развёрнута на фронте Б. Молокиш на севере — Овидиополь на юге. Штаб армии — в Гросулово (ныне Великая Михайловка, в 35 км к северо-востоку от г. Тирасполя). 35-й ск развёрнут в районах г. Дубоссары и г. Тирасполь.

## Великая Отечественная война
Перед началом Великой Отечественной войны 51-я сд дислоцировалась в районе городов Измаил, Килия, Болград (Измаильская область УССР).
В Действующей армии с 22 июня 1941 года по 28 ноября 1942 года.

### Состав
- 23, 287 и 348 стрелковые полки,
- 263 стрелковый полк (с 12.07.41 г., прибыл из 25-й стрелковой дивизии),
- 218 артиллерийский полк (до 25.01.42 г.),
- 300 артиллерийский полк (с 25.01.42 г.),
- 277 отдельный истребительно-противотанковый дивизион,
- 231 зенитная артиллерийская батарея (165 отдельный зенитный артиллерийский дивизион),
- 774 миномётный дивизион,
- 30 разведывательный батальон,
- 44 сапёрный батальон,
- 50 отдельный батальон связи,
- 115 медико-санитарный батальон,
- 60 отдельная рота химзащиты,
- 57 автотранспортная рота,
- 60 (65) полевая хлебопекарня,
- 159 (1495) полевая почтовая станция,
- 346 полевая касса Госбанка.

Летом 1941 года значительную часть личного состава дивизии составляли военнообязанные запаса, мобилизованные военкоматами Измаильской и Одесской областей УССР.

### Подчинение
на 22.06.1941 г. — 9-я отдельная армия — 14 ск 

на 24.06.1941 г. — Южный фронт — 9 А — 14 ск 

на 07.07.1941 г. — Южный фронт — Приморская группа войск (с 20.07.41г Приморская армия) — 14 ск 

на 24.07.1941 г. — Южный фронт — 9 А 

на 01.08.1941 г. — Южный фронт — 9 А 

на 01.09.1941 г. — Южный фронт — 9 А 

на 01.10.1941 г. — Южный фронт — 9 А 

на 01.11.1941 г. — Южный фронт — фронтовое подчинение 

на 16.11.1941 г. — 37-я отдельная армия 

на 01.12.1941 г. — Южный фронт — 9 А 

на 01.01.1942 г. — Южный фронт — 9 А 

на 01.02.1942 г. — Южный фронт — 9 А 

на 01.03.1942 г. — Южный фронт — 9 А 

на 01.04.1942 г. — Южный фронт — 9 А 

на 01.05.1942 г. — Южный фронт — 9 А 

на 01.06.1942 г. — Южный фронт — 9 А 

на 01.07.1942 г. — Юго-Западный фронт — 9 А 

на 12.07.1942 г. — Южный фронт — 9 А 

на 01.08.1942 г. — Северо-Кавказский фронт — 9 А 

на 01.09.1942 г. — Закавказский фронт (переформирование) 

на 01.10.1942 г. — Закавказский фронт (переформирование) 

на 01.11.1942 г. — Закавказский фронт (переформирование) 

на 28.11.1942 г. — расформирована

### Боевые действия

#### 1941 год
22 июня 1941 года большинство частей 176-й, 95-й, 25-й и 51-й стрелковых дивизий, а также 9-й кавалерийской, первого эшелона 35-го, 14-го стрелковых и 2-го кавалерийского корпусов занимали подготовленную в инженерном отношении оборону вдоль реки Прут и Дунай. На дивизию в среднем приходилось около 100 км участка границы. Между дивизиями оставались значительные промежутки. Особенно большим был разрыв между 176-й и 95-й стрелковыми дивизиями — более 70 км. Промежутки прикрывались только силами пограничников. 
 51-я стрелковая дивизия заняла участок обороны государственной границы СССР по восточному берегу реки Дунай от Измаила (включительно) до Чёрного моря.
24 июня 51-я сд успешно отбросила речной десант противника в районе Картал. 
 24-26 июня подразделениями 23-го сп и 79-го погранотряда в районе г. Килия на кораблях Дунайской военной флотилии в нескольких местах форсировала Килийское гирло Дуная и захватила на территории Румынии плацдарм протяжённостью около 70 км, в том числе село Килия-Веке и несколько других сельских населённых пунктов, ликвидировав тем самым возможность артобстрела советской территории и фарватера реки. 
Бои на плацдарме продолжались до 16 июля, затем, по приказу командования, десант был эвакуирован морем в Одессу. Последние корабли с бойцами ушли 19 июля. 
 12 июля, в связи с мощным наступлением румынско-немецких войск из района Яссы — Ботошани на Кишинёв, Рыбницу, Могилёв-Подольский и планомерным отводом Приморской группы войск Южного фронта с государственной границы СССР на восточный берег Днестра, оставляя рубеж обороны по реке Дунай, начала передвижение на восток, в район южнее Тирасполя, с задачей обеспечения обороны Одессы.
24 июля 51-я сд была передана из Приморской армии в 9-ю армию, выведена в резерв и передислоцирована на правый фланг, в район г. Ананьева Одесской области. 
 В первых числах августа, сосредоточившись в районе Окны, Малаешты, Диканка, вела безуспешные наступательные бои в направлении на с. Ново-Гояны и далее на Дубоссары с задачей, взаимодействуя с частями 95-й и 30-й сд, уничтожить противника на восточном берегу Днестра в районе Дубоссары — с. Дороцкое.
6-7 августа обороняла рубеж Мардаровка — Перекрестово, отражая постоянные атаки противника. 8 августа противник, перешедший в решительное наступление по всему левому флангу Южного фронта, прорвал оборону войск 9-й армии на стыке 51-й и (левее) 30-й сд. Не смогла остановить наступления и оказавшаяся на направлении главного удара 150-я сд. 
Тяжёлая обстановка к тому времени сложилась и на правом фланге Южного фронта. Противник захватил Первомайск и продолжал наступление восточнее реки Южный Буг на Вознесенск и Николаев. Возникла реальная угроза расчленения и прижатия войск Южного фронта к побережью Чёрного моря. 
В ночь на 9 августа, по приказу командарма, 51-я сд отошла на промежуточный оборонительный рубеж по линии Яковлево, Богорождественка, Аскаровка, а в ночь на 10 августа — заняла оборону на линии Кутузовка, Ивановка, г. Березовка, прикрывая николаевское направление и переправы через реку Южный Буг. 11 августа 30-я сд и 51-я сд под ударами превосходящих сил противника, оставив рубеж обороны у города Березовка, начали отход на юго-восток, к Южному Бугу и Бугскому лиману. В это же время с севера на Николаев продолжалось наступление германского мехкорпуса и венгерских войск, стремившихся отрезать пути отхода войскам 9-й армии на восток.
13 августа основные силы 9-й армии, в том числе 51-я сд, оказались окружёнными в районе Николаева.
14 августа 51-я сд получила приказ командарма одним стрелковым полком с батальоном 80-го УР и 648-м кап (без дивизиона) оборонять восточный берег реки Южный Буг в районе западной окраины Николаева, остальные силы иметь в своём резерве; отход обороняющегося полка на восток — по особому распоряжению командарма.
15-20 августа 51-я сд совместно с другими войсками 9-й армии выходила с боями из окружения. 15 августа после боя в районе Николаева основными силами отошла в район Новогригорьевка — Пузыри, где отражала атаки танков. В ночь на 16.08.41 начала отход в район Шкуриково — Загоряновка, откуда, в соответствии с приказом штаба армии, в ночь на 17.08.41 начала отход на восточный берег р. Ингулец, к исходу дня заняла оборону по восточному берегу р. Ингулец на рубеже Елизаветовка — Ясная Поляна. 18 августа дивизия основными силами, вышедшими из окружения, начала отход к р. Днепр, в конце дня приступила к переправе на левый берег в районе Красный Бургун и к концу 19 августа, закончив переправу, начала сосредоточение в районе Раденское — Костогрызово.
348 сп и 225 гап 51-й сд 15 августа вели бой в Николаеве в полном окружении. Вышедшая из окружения группа из 348 сп в составе командира и комиссара полка и 68 бойцов и командиров присоединилась к дивизии 19 августа. 21 августа присоединились выходившие из окружения через Александровку — Станислав — Херсон батальон 348 сп и группа из 225 гап. 
 Командир 348 сп Мелехов Владимир Александрович и комиссар 348 сп Бартош Яков Антонович, потерявшие полк, были расстреляны 21 августа 1941 года по приговору военного трибунала 9-й армии.
На 22 августа 1941 года численность дивизии составляла 5862 человек, из них начальствующий состав — 697, младший начсостав и рядовые — 5165. Дивизия имела на вооружении 3453 винтовок, 128 автоматов ППД, 42 станковых и 73 ручных пулемётов, 25 миномётов, 24 противотанковых орудий, 13 76-мм пушек, а также 280 автомашин, 26 тракторов, 1884 лошадей.
До 25 августа 51 сд оставалась в районе Раденское — Костогрызово, восстанавливая боеспособность частей. 
 25 августа, в соответствии с приказом штаба армии, заняла оборону по левому берегу Днепра на участке Алёшки (исключительно) — Рыбальче, который обороняла до 30 августа включительно. 
 29 августа дивизией получено пополнение в количестве 2920 человек. За период 25-29 августа потеряно 13 человек убитыми и 37 ранеными.
31 августа дивизия в составе 23, 348 сп, 218 ап, 91 птд, 30 рб и 44 осб сосредоточилась в районе с. Большие Копани (ныне Херсонской области), к 1 сентября передислоцировалась в район села Чёрненькая. 
 2 сентября втянулась в бой и до 7 сентября совместно с другими частями каховского направления вела напряжённые бои южнее Каховки. В ходе этих боёв дивизия понесла серьёзные потери и в период с 8 по 15 сентября, продолжая вести напряжённые бои, совместно со всеми войсками 9-й армии отходила на юго-восток.
С начала войны и по 10 сентября 1941 года 51-я сд потеряла 9190 человек личного состава, в том числе убитыми 828, ранеными 3620, пропавшими без вести 2683, пленными 369, по другим причинам (убывшими по распоряжениям командования и по приговорам военных трибуналов) — 1690. Конского состава потеряно 4199 лошадей.
К исходу 14 сентября обороняла рубеж в районе села Агайман. 
 15 сентября полки 51-й сд на автомашинах переброшены на левый фланг 9-й армии и 16 сентября атаковали противника, наступающего на Мелитополь. 
 17 сентября дивизия отошла на рубеж Елизаветовка (исключительно) — Терново — Александровка. 
 19 сентября отошла в район Песчаное (южная окраина Мелитополя) и заняла там оборону (без 23 сп и 1 дивизиона 218 ап). 
 20 сентября сосредоточилась на южной окраине села Новониколаевка и до 27 сентября находилась в армейском резерве в готовности наступать за левым флангом группы тов. Хорун. 
 28 сентября переброшена на правый фланг 9-й армии и 29-30 сентября, усиленная танками и артиллерией (без 23-го сп), вела наступление на Беловский — Весёлое. Не добившись успеха, 1 октября перешла к обороне.
23-й стрелковый полк 51-й сд с 1 октября 1941 года выведен из состава дивизии, переформирован в 23-й сп НКВД и до конца года действовал как самостоятельная единица в составе 9-й армии на самых ответственных участках фронта, а в январе 1942 переформирован в 23-ю отдельную мотострелковую бригаду фронтового подчинения. В 1942 году в составе 51-й сд действовал 23-й сп 2-го формирования.
1-2 октября общая стратегическая обстановка на южном крыле советско-германского фронта снова резко осложнилась и ухудшилась. Противник, наступая мощной ударной группировкой танковых и моторизованных соединений из района Днепропетровска в юго-восточном направлении, угрожает обходом правого фланга Южного фронта.
2 октября 51-я сд (без 23 сп, с 1 дивизионом 648 кап и ротой танков БТ) получила приказ немедленно начать отход и к утру 4 октября занять и прочно оборонять рубеж по восточному берегу реки Молочная севернее Мелитополя: Блюмштейн — Альтенау — Новофилипповка (исключительно). 
 5 октября последовал приказ немедленно начать отход на линию Рот-Фронт — Камышеватка, в дальнейшем отходить на рубеж Алексеевка — Андреевка. 
 Закончив к вечеру 5 октября отход отрядов прикрытия за основной оборонительный рубеж по восточному берегу реки Молочная, в ночь на 6 октября дивизия начала отход на промежуточный рубеж Рот-Фронт — Камышеватка, прикрываясь утром 6 октября заградотрядом и моторотой на рубеже западная окраина Орлов — западная окраина Аккермен. В первой половине дня 6 октября дивизия главными силами вышла в район Шпарау.
К 7 октября войска 9-й и 18-й армий Южного фронта, в том числе 51-я сд, оказались в плотном кольце окружения превосходящими силами противника.
По направлению Бердянск (Осипенко) — Мангуш — Мариуполь 7-8 октября действовала моторизованная бригада войск СС «Лейбштандарт СС Адольф Гитлер».
С утра 7 октября 51-я сд, во взаимодействии с частями 18А и 30-й сд, с рубежа Алексеевка — Андреевка пробивалась на Троицкое — Мангуш. За период боёв в окружении связь с дивизией отсутствовала. Командир дивизии генерал-майор Цирульников П. Г. попал в плен, но вскоре бежал из лагеря и в ноябре 1941 года вышел в расположение советских войск, однако в феврале 1942 года был арестован по обвинению в преступном руководстве войсками и в потере управления ими и осуждён к 12 годам лишения свободы (в 1953 году реабилитирован).
10 октября остатки дивизии вышли из окружения: 263-й сп — в район станции Карань, остатки 348-й сп в составе 40 человек — в район Сталино, штаб дивизии — в район с. Покрово-Киреевка. 
 11-12 октября дивизия заканчивала сбор своих частей в районе Покрово-Киреевка. 
 15-16 октября совершала марш в район с. Дьяково, где произвела передачу личного состава и вооружения частям 30-й стрелковой дивизии.
Остатки управлений дивизии и её частей передислоцировались в район формирования резервов Южного фронта и приняли пополнение.
В середине ноября восстановившая боеспособность 51-я сд численностью 6753 человек была включена в состав ударной группировки Южного фронта (с 15.11.41г. — 37-й отдельной армии), созданной для нанесения контрудара на ростовском направлении. 

К 16 ноября 51-я сд, сосредоточившись на левом крыле 37-й армии на участке Должанская — посёлок Коминтерна, должна была действовать на широком фронте в направлении Бирюково, имея целью сковывать силы противника. 
 В 9 часов утра 17 ноября войска Южного фронта после 30-минутной артиллерийской подготовки перешли в наступление. 
 В первый день наступления 51-я сд овладела Дарьино-Ермаковский, продвинувшись на 16-18 км. 
 На второй день имела незначительное продвижение, войдя в боевое соприкосновение с частями 16-й танковой дивизии противника южнее Дарьино-Ермаковский. 
 23 ноября овладела Большекрепинской, её передовые части, переправившись через реку Тузлов, заняли Почтовый Яр. 
 В течение 26 ноября в составе ударной группы 37-й армии, передвинувшись к югу, сосредоточилась на фронте Савченко — Генеральское и начала наступление на Валуевский и далее вдоль реки Самбек с задачей не допустить отхода ростовской группировки противника на запад и северо-запад. Эту задачу ударной группе в полной мере выполнить не удалось: противник избежал окружения. 
 В дальнейшем ударная группа, в том числе 51-я сд, развивала преследование противника в западном направлении, следуя уступом по отношению к 9-й армии, в состав которой она и вошла в ночь на 1 декабря. 
 2 декабря, с выходом на реку Миус, фронт стабилизировался.

#### 1942 год
1 января 1942 года 9-й армия, в том числе 51-я сд, была выведена в резерв фронта и к 17 января переброшена на образовавшийся в ходе Барвенково-Лозовской операции южный фас Барвенковского выступа. 
 С 27 января по 5 апреля дивизия, совместно с другими частями и соединениями 9-й армии, вела упорные наступательные бои за освобождение Славянска и Краматорска, однако освободить города советским войскам в этот период не удалось.
7-15 мая 51-я сд принимала участие в частной операции по овладению районом посёлка Маяки (ныне — Славянского района Донецкой области). Значительного успеха эта операция не имела, опорный пункт «Маяки» остался в руках противника.
Ранним утром 17 мая после артиллерийской и авиационной подготовки противник предпринял мощное наступление из района Андреевка на Барвенково и далее на Вел. Камышеваха, Мал. Камышеваха и из района Славянска на Долгенькая и далее на Изюм, Студенок с целью рассечь и уничтожить войска 9-й армии, затем окружить и уничтожить всю барвенковскую группировку советских войск Юго-Западного направления. 
 Ослабленная в предыдущих боях, 51-я сд на направлении Долгенькая — Изюм сдерживала натиск двух пехотных дивизий противника, наступавших при поддержке 60 танков и 70 самолётов. До 11:00 шли бои в районе Никольского, а до вечера — в районе Адамовки. До 14:00 шли бои на основных рубежах, после чего части дивизии отступили на новые оборонительные позиции в районе Долгенькой — Голой Долины. Отход основных частей прикрывал гаубичный артполк, который не оставлял боевых позиций до 12:00. Переправы в районе Долгенькой — Голой Долины были удержаны совместно с частями 333-й стрелковой дивизии, не успевшими смениться после наступательной операции в районе Маяки. 
 18 мая противник возобновил наступление. Главные силы немецких танковых дивизий (до 100 танков) наступали на Изюм. Под напором превосходящих сил противника, части 30-й кавалерийской дивизий, остатки 51-й сд, 12-й, 15-й, 121-й танковых бригад с боями и большими потерями отходили к реке Северский Донец. В районе Студенок подразделения 51-й сд и 30-й кд при поддержке 15-й и 121-й тбр удержали небольшой плацдарм на правом берегу реки Северский Донец. Ожесточённые атаки пехоты и танков противника следовали одна за другой. С наступлением темноты наши войска оставили Банновское (Банное), Богородичное и переправились на левый берег Северского Донца по приказу командования лишь в ночь на 19 мая. Вследствие упорного сопротивления, оказанного этими частями, форсировать реку на участке Студенок — Изюм противнику не удалось. Его танки, наступавшие на Изюм, изменили направление и стали выдвигаться на запад вдоль правого берега реки Северский Донец. 
 В боях 17-18 мая личный состав частей 51-й стрелковой дивизии проявил массовый героизм.
К 19-20 мая поредевшие дивизии 9-й армии под постоянными ударами и бомбёжками, в целом, организованно отступили на левый берег реки Северский Донец и закрепились на нём.
До 6 июля 51-я сд держала оборону в районе Студенок по левому берегу рек Оскол и Северский Донец.
В ночь на 7 июля, по приказу командования, под прикрытием арьергардов 51-я сд оставила оборонительные рубежи и вместе с войсками 9-й армии начала отход на восток, вызванный тем, что к исходу дня 6 июля танковые соединения противника, охватывая фланг Юго-Западного фронта, достигли района Каменки (35 км юго-восточнее Острогожска), угрожая окружением и уничтожением войск Юго-Западного и Южного фронтов. Отход производился последовательно, по рубежам, днём и ночью (при температуре воздуха до 30-35 градусов в дневное время). Противник в этот период активности не проявлял, его авиация также не проявляла активности — ограничиваясь, в основном, разведывательной деятельностью. 
 К 12 июля дивизия совершила переход протяжённостью 150—180 км почти без потерь и, несмотря на усталость войск, являлась боеспособной и могла выполнять боевые задачи.
12 июля 51-я сд с 68-м гап вела арьергардные бои на южной окраине села Евсуг, сдерживая противника.
К исходу дня 13 июля 51-я сд отошла в район села Новодеркул. В этот же день противник, развивая наступление танковыми дивизиями на правом фланге 37-й армии и отрезая пути отхода войскам 9-й армии, захватил Волошино, Красновку (атаковав управление тыла 9-й армии), Тарасовку (в 70 км юго-восточнее Новодеркул) и переправу через реку Глубокая в этом районе.
В ночь на 14 июля 51-я сд совершала марш и 14 июля вышла в район слободы Рогалик, расположенной в 8 км восточнее Волошино и в 24 км западнее Миллерово. В этот же день танковые и моторизованные части противника завершили окружение войск 9-й и части сил 38-й армий, захватив в 10-30 км южнее и юго-восточнее Миллерово населённые пункты Верхнетарасовский, Криворожье, Курно-Липовка и другие.
14-15 июля части и подразделения 51-й сд разрозненно вели бои в окружении, пытаясь совместно с остальными войсками 9-й армии, прорваться в южном направлении. В эти дни дивизия понесла тяжёлые потери и была фактически уничтожена. Командир дивизии полковник Возовик П. В. и его заместитель подполковник Иванченко Д. А. пропали без вести.
К 26 июля вышедшие из окружения и переправившиеся через Дон малочисленные и небоеспособные остатки 51-й сд сосредоточились на хуторе Бочановский (ныне восточная окраина Лопанки Целинского района Ростовской области), а к 3 августа передислоцировались в район села Успенское Краснодарского края.
В начале августа остатки личного состава 51-й сд были переданы другим частям и соединениям Закавказского фронта, а 165-й озад 51-й сд 9 сентября обращён на формирование 591-го зенап.
28 ноября 1942 года 51-я стрелковая дивизия была расформирована окончательно.

## Память
- Впоследствии в целях сохранения революционных и боевых традиций почётное наименование «Перекопской», которого была удостоена 51-я стрелковая дивизия, приказом Министра обороны СССР было присвоено одному из гвардейских соединений Советской Армии.
- На здании гостиницы «Пассаж», где располагался штаб дивизии, до недавнего времени была установлена мемориальная доска[4].
- Имя соединения носят улицы ряда городов бывшего СССР.

## Командование
Начальники (командиры) дивизии:
- Блюхер, Василий Константинович, начальник дивизии (6 июля 1919 — ноябрь 1920) или (15.08.1919-23.05.1920: 06.07.1920-11.05.1921)
- Щетинкин, Пётр Ефимович, и. о. начальника дивизии (ноябрь 1920 — июнь 1921)
- Дыбенко, Павел Ефимович, начальник дивизии (июнь — октябрь 1921)
- Княгницкий, Павел Ефимович, начальник дивизии (1922—1924), (9с)
- Нестеровский, Никифор Авраамович, командир и военный комиссар (июнь-ноябрь 1930)
- Фесенко, Дмитрий Семёнович, 15.11.1930 −10.07.1931
- Прокопчук, Николай Андреевич, комбриг, командир дивизии (декабрь 1933 — август 1937)
- Басанец, Лука Герасимович (??.04.1938 — 04.05.1940) или (04.1938-05.1939), полковник
- Цирульников, Пётр Гаврилович, комбриг, с 05.06.1940 генерал-майор (21.01.1940 по 22.10.1941), (9с)
- Филиппов, Фёдор Григорьевич (26.10.1941 — 07.05.1942), генерал-майор технических войск
- Алиев, Бимбулат Кавдиевич (07.05.1942 — 29.06.1942), подполковник
- Возовик, Пётр Васильевич (30.06.1942 — 14.07.1942), полковник

Начальники штаба дивизии:
- Кирпонос, Михаил Петрович (1927—1934)

Командиры бригад и полков:
- 1-я сбр

- 450-й сп, командир полка Лаврентьев Дмитрий Иванович, 1920), (9с)
- 451-й сп, командир полка Кривощенков Яков Алексеевич , 1923), (9с)
- 452-й сп,

- 2-я сбр: Мрачковский Сергей Витальевич, командир бригады (1919), (9с)

- 453-й сп, командир полка Королёв Анатолий Николаевич в 1923), (9с)
- 454-й сп, командир полка Боряев Иван Васильевич в 1920, командир полка Кушников Иван Фёдорович в 1924), (9с)
- 455-й сп,

- 3-я сбр

- 456-й сп,
- 457-й сп,
- 458-й сп,

### Герои Советского Союза
Звания Героя Советского Союза присвоены Указом Президиума Верховного Совета СССР от 7 апреля 1940 года за образцовое выполнение боевых заданий командования на фронте борьбы с финской белогвардейщиной и проявленные при этом доблесть и мужество.
- Кива, Алексей Минович, заместитель политического руководителя роты 348 стрелкового полка.
- Лякин, Иван Петрович, красноармеец, наводчик орудия 218 артиллерийского полка.
- Никитенко, Григорий Евсеевич, младший лейтенант, командир взвода 225 гаубичного артиллерийского полка.
- Стеблёв, Александр Фёдорович, красноармеец, наводчик орудия 225 гаубичного артиллерийского полка.
- Сытько Андрей Васильевич — младший комвзвод, старшина роты 348-го стрелкового полка[~ 11].

## Награды
- Приказом РВСР № 2797/559 от 13.12.1920 за героическую оборону каховского плацдарма в августе 1920 дивизии было присвоено звание Московской и вручено Знамя московского пролетариата.
- Орден Красного Знамени РСФСР — за разгром войск генерала Врангеля в 1920 году.
- Приказом РВСР № 2000 от 14.09.1921 за взятие ишуньских укреплений на Перекопе дивизия получила наименование «Перекопская» и стала называться 51-я стрелковая Перекопская Краснознамённая имени Московского Совета рабочих, крестьянских и красноармейских депутатов дивизия.
- Орден Трудового Красного Знамени УССР — Указ ЦИК Украины (апрель 1921 года). За активную помощь трудящимся Украины в восстановлении разрушенного хозяйства и успехи на трудовом фронте.(Объявлено приказом Революционного Военного Совета Республики № 2076 от 22 сентября 1921 года)[5].
- (1935 год). За боевые заслуги в Гражданской войне, успехи в боевой и политической подготовке в мирное время, в честь 15-летия героического штурма Перекопа, Постановлением ЦИК СССР дивизия награждена орденом Ленина(объявлено приказом НКО СССР № 187 от 8 декабря 1935 года)[6][7]